# 無頼船長と中東大戦争
『無頼船長と中東大戦争』（ぶらいせんちょうとちゅうとうだいせんそう、原題：TRAPP AND WORLD WAR THREE）は、ブライアン・キャリスンにより、1988年に発表された海洋冒険小説。「無頼船長トラップ」「無頼船長の密謀船」の続編にあたるシリーズ第3作。

## 物語
1980年代、世界は冷戦の真っ只中で緊張を迎えていたが、トラップは相変わらず密輸業を続けていた。
そんなある日、トラップはウェストン大佐と名乗る男から仕事を依頼される。その仕事とは、「武装した一団を極秘裏にリビアのある海岸まで運ぶ」と言う内容だった。
さらにウェストン大佐は、潜入の目的は、銀行を襲撃しそこに保管されている30億ドルの現金を燃やすためと語るのだった。
一方、不況のあおりを受けて失業中のミラーは、奇妙な手紙を受けとった。そこには『儲けたかったら、イタリアまで来てくれ』と書かれた手紙と列車の切符が入っていた。疑いながらもイタリアを訪れたミラーの前に現れたのは、またもやトラップとゴーブルズ・ウイリイ。こうして、トラップの説得にまんまと乗ってしまったミラーは、トラップとの3度目の航海に出港することになる。
そこに待っていたのは、最悪の船と最悪の船員、最悪の目的地そして最悪の陰謀だった。
こうして、世界を巻き込む史上最悪の航海へ「カロン二世号」は出港したのだった……。

## 登場人物
エドワード・トラップカロン二世号の船長。第二次世界大戦から40年たっているにもかかわらず、相変わらず密輸を続けている。やっていることも変わらなければ、見た目もほとんど変わっていない。そんなトラップのことを、ミラーは「大海原の永遠のピーター・パン。いやむしろ外見と悪辣さからしてフック船長またはワニ」と例えているほど。自惚れが強く、口癖は「○○人のこたあ、てめえのたなごころみたいに知り尽くしている」だが、これを言うたびにそれを覆す非常事態が起きてしまう。
ミラーカロン二世号の一等航海士。第二次世界大戦から40年たっているにもかかわらず、トラップという悪夢にうなされ続けている。それまで船長を務めていた商船「アンデス・スター号」が不況で売却されてしまったため、同時に失業してしまった。その為に、トラップの（うそ臭い）説得に乗り、ともに航海に出ることになる。本人は自分のことを「疑り深く、慎重すぎる人間」と言っているが、いざというときにはかなり大胆な行動力を見せる。
ゴーブルズ・ウイリイカロン二世号の甲板員。第二次世界大戦から40年たっているにもかかわらず、トラップにひっついている。給料はろくに支給されていないらしいが、トラップから離れるつもりはないようだ。あきらめが良いのか、単に頭が悪いのか。いずれにしても、トラップにとっては使いやすい船員である。実は映画好き（但し観るのは怪獣映画やギャング映画など）。
ダニエル・スピュウカロン二世号の二等航海士。カマラン号（無頼船長の密謀船）のころからトラップの船で働いている。片目のため、長さ700フィートしかない「ちっぽけな」船は見えないほど目が悪い。また、恐ろしく頭が鈍く、恐ろしく力が強い。
チョーカー・ブライカロン二世号の甲板長。カマラン号（無頼船長の密謀船）のころからトラップの船で働いている。誰彼かまわず喧嘩をふっかける乱暴者だが、今回はミラーだけでなく、ウェストン大佐の部下たちにもボコボコにされている。前作で機銃掃射を受けて死亡したかと思われたが、平然と再登場。
ポパイ・ブカロシイカロン二世号の機関長。以前はカモッラに属するタバコの密輸業者だったが、儲けを独占しようとして組織を裏切ったために、今は組織から追われている。ほうれん草が好きな同じ名前の人物のように、コーン・パイプをいつもくわえている。
ウェストン大佐トラップにリビアへの輸送を依頼した謎の軍人。常に冷静沈着で、トラップの扱いもうまい。
ハーマンウェストン大佐の部下。「メロン絞り」の異名を持つほどの怪力と巨体の持ち主。